# Royal Historical Society
La Royal Historical Society (abreviada como RHistS; en español, "Real Sociedad Histórica") es una sociedad erudita británica, encargada del estudio de la historia.
De 1868 hasta 1872 conocida como la Historical Society, después del año de 1897 se fusionó con la Camden Society fundada en 1838. Hoy en día tiene su sede en la University College de Londres.
La sociedad real ofrece un variado programa de conferencias que cubren diversos tipos de temas históricos. Se reúne en Londres y de vez en cuando en otros lugares en todo el Reino Unido.
Su membresía comprende vicepresidentes honorarios y académicos (con derecho a utilizar « FRHistS » o anteriormente « FRHS » como post-nom), que corresponde con miembros y asociados.